# Hedycryptus tenuiabdominalis
Hedycryptus tenuiabdominalis är en stekelart som först beskrevs av Tohru Uchida 1930.  Hedycryptus tenuiabdominalis ingår i släktet Hedycryptus och familjen brokparasitsteklar. Inga underarter finns listade i Catalogue of Life.